# Giro di Calabria
Giro di Calabria (Kalabrien runt) var ett etapplopp i landsvägscykling som avhölls i i den syditalienska regionen Kalabrien ("stöveltån") vid åtta tillfällen från 1988 till 1998. Första året var antalet etapper två, däreffter tre. Flest etappsegrar, totalt tre stycken, togs av Fabiano Fontanelli.
Detta lopp skall inte blandas samman med Giro della Provincia di Reggio Calabria.

## Podieplaceringar
| År      | Vinnare          | Tvåa                 | Trea              |
| 1988    | Gianni Bugno     | Emanuele Bombini     | Giuseppe Petito   |
| 1989    | Alberto Volpi    | Marco Saligari       | Stefano Colagè    |
| 1990    | Guido Winterberg | Gianluca Pierobon    | Niki Ruttimann    |
| 1991    | Paolo Botarelli  | Leonardo Sierra      | Stefano Giuliani  |
| 1992    | Marco Saligari   | Michele Coppolillo   | Franco Chioccioli |
| 1993-94 | ej avhållet      |                      |                   |
| 1995    | Stefano Colagè   | Francesco Casagrande | Davide Cassani    |
| 1996    | Gabriele Colombo | Rodolfo Massi        | Michele Bartoli   |
| 1997    | ej avhållet      |                      |                   |
| 1998    | Rodolfo Massi    | Michele Bartoli      | Eddy Mazzoleni    |